# Nový zámok

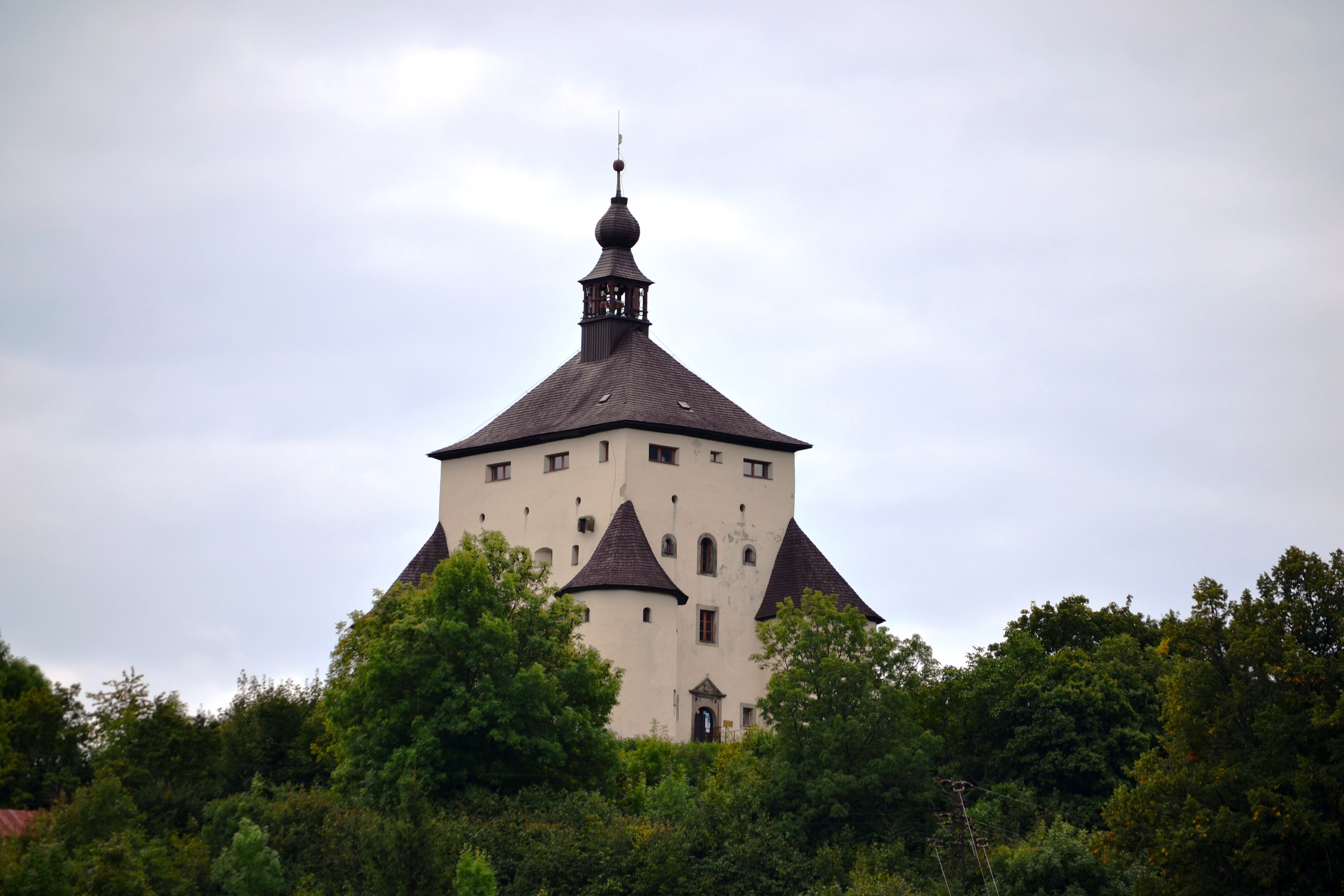
O castelo ao fundo

Nový zámok (literalmente Novo castelo, em português) é um castelo localizado em Banská Štiavnica, no centro da Eslováquia.

## História
Um monumento cultural nacional, o castelo é um prédio renascentista de seis andares, com quatro baluartes. Foi construído entre 1564 e 1571, como uma torre de vigilância, durante as guerras otomanas na Europa. Por causa de sua posição dominante, servia também como o relógio da cidade, e o tempo exato era anunciado por um trompete a cada quarto de uma hora.
Hoje, uma exibição permanente chamada de "guerras anti-turcas na Eslováquia" está instalada em quatro andares do castelo. Os andares mais altos oferecem uma visão panorâmica de Banská Štiavnica e suas redondezas.